# Tout Tourne Autour Du Soleil
Tout Tourne Autour Du Soleil è un album di Keny Arkana pubblicato nel 2012 e portato in tour nel 2013.
L'album è composto da 18 tracce e al suo intorno vi sono collaborazioni con altri artisti. Delle canzoni "Capitale de la rupture" "Vie d'artiste" "J'ai osè" c'è anche il video.

## Tracce
1. Intro : Tout tourne autour du soleil
2. Esprits libres
3. Le Syndrome de l'exclu (feat. RPZ
4. Capitale de la rupture
5. Entre les lignes #1 : Car nous sommes le monde
6. Vie d'artiste
7. Gens pressés
8. Cynisme vous a tué ?
9. Indignados
10. Casse le schéma
11. J'ai osé
12. Entre les lignes #2 : 20.12
13. Y a urgence !
14. Le monde est notre reflet
15. Cherche en toi
16. Fille du vent
17. Tout tourne autour du soleil
18. Retour à la terre / Le Retour de l'enfant prodigue